# 新竹客運
新竹汽車客運股份有限公司（英語：Hsinchu Bus Company, Ltd.），簡稱新竹客運，目前經營新竹市公車及新竹市來往臺北市、臺中市的國道客運。成立於1919年9月29日，前身為台灣軌道株式會社，是新竹地區第一間客運業者，旗下的永順旅行社則承攬了該公司的遊覽包車業務。2024年，新竹客運退出經營數十年的桃園市公車與桃竹苗公路客運營運。

## 歷史
- 1919年9月，台灣軌道株式會社成立。
- 1946年，台灣軌道株式會社改組為新竹汽車客運股份有限公司。
- 2024年1月1日，新竹客運退出桃園市公車營運，由亞通客運接駛。[2]
- 2024年9月1日，新竹客運退出新竹客運竹東站公路客運營運，由捷乘客運接駛。[3]
- 2024年9月16日，新竹客運退出苗栗縣境內公路客運營運，由亦捷科際接駛。[4][5]
- 2024年10月31日，新竹客運退出新竹縣市境內公路客運營運，由亦捷科際、捷乘客運接駛，至此新竹客運僅營運新竹市公車及國道客運（9003台北至新竹、9010新竹至台中）[6]。

## 外部連結
- 新竹客運 （页面存档备份，存于）